# Forças Terrestres da Eslováquia

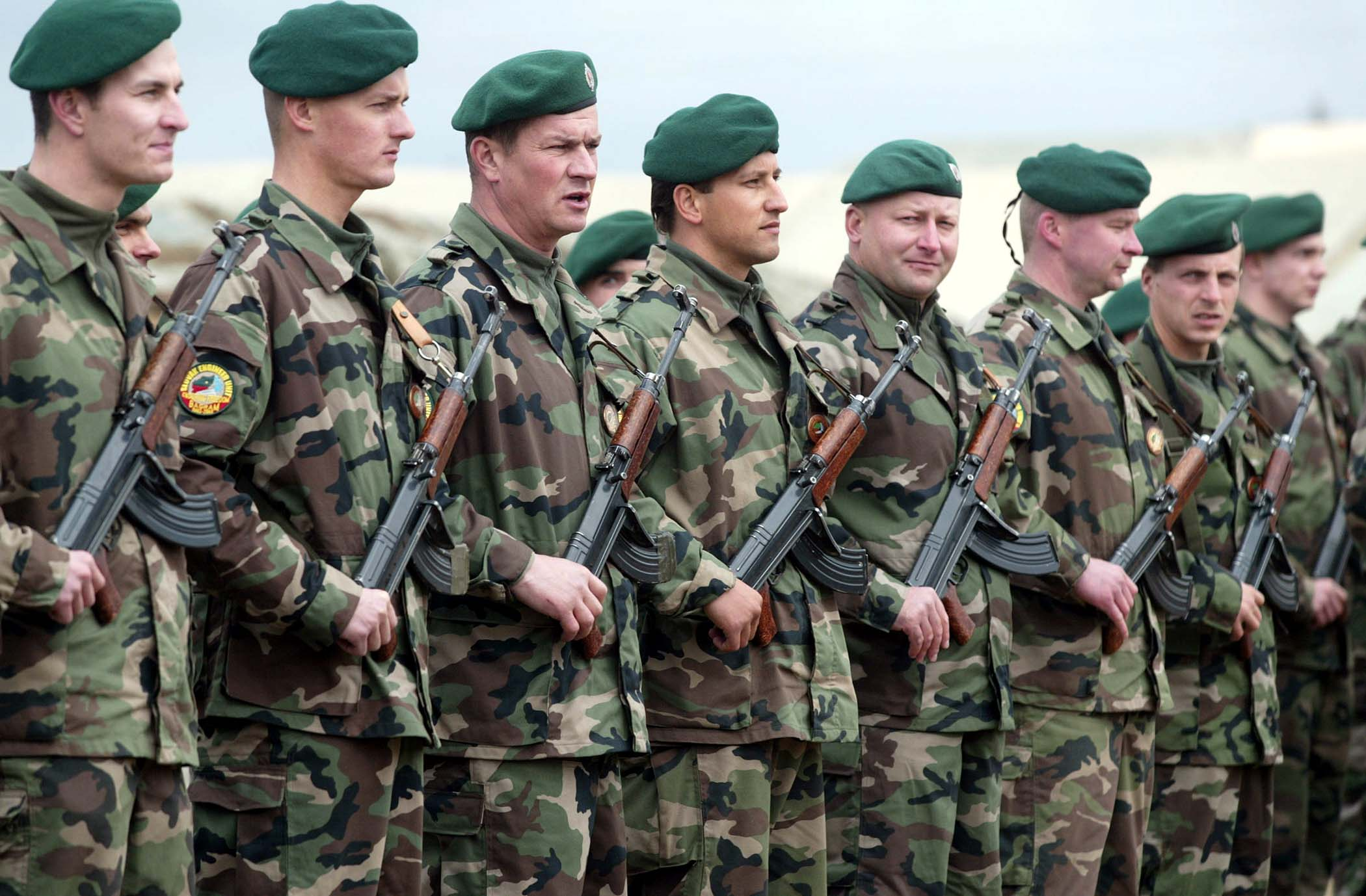
Soldados eslovacos no Afeganistão.

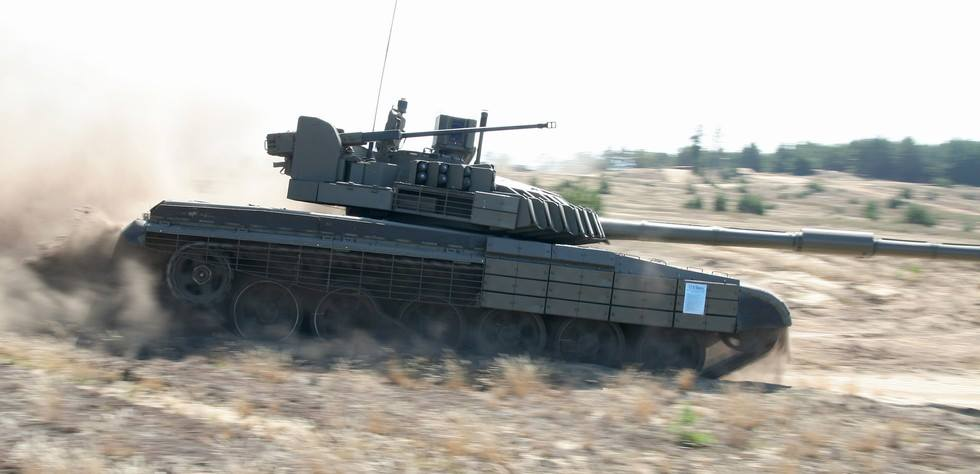
Um T-72M1 eslovaco.

As Forças Terrestres da Eslováquia são o ramo terrestre da República Eslovaca. Atuam nas Forças armadas de seu país, exercendo as funções de um exército de prestar suporte e ajuda e ainda (em casos de guerra) guerrear via terrestre.

## Ver também

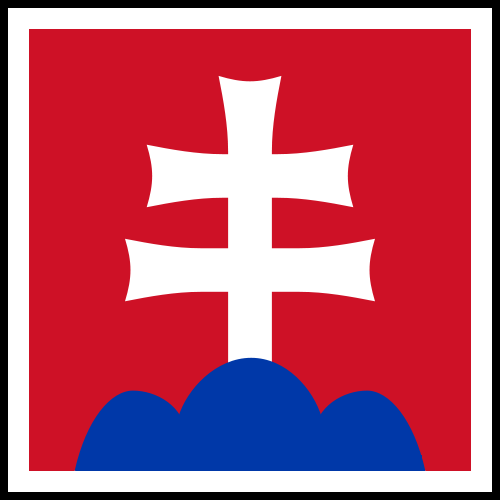
Rondó das Forças terrestres Eslvocas.